# Ried im Traunkreis
Ried im Traunkreis è un comune austriaco di 2 695 abitanti nel distretto di Kirchdorf an der Krems, in Alta Austria.